# باريش كيليتش
باريش كيليتش (مواليد 1978) هو ممثل تركي. قام ببطولة عدة مسلسلات أبرزها التفاحة الممنوعة، حرب الورود وشراب التوت.

## روابط خارجية
- باريش كيليتش على موقع IMDb (الإنجليزية)